# W. Hagelberg AG

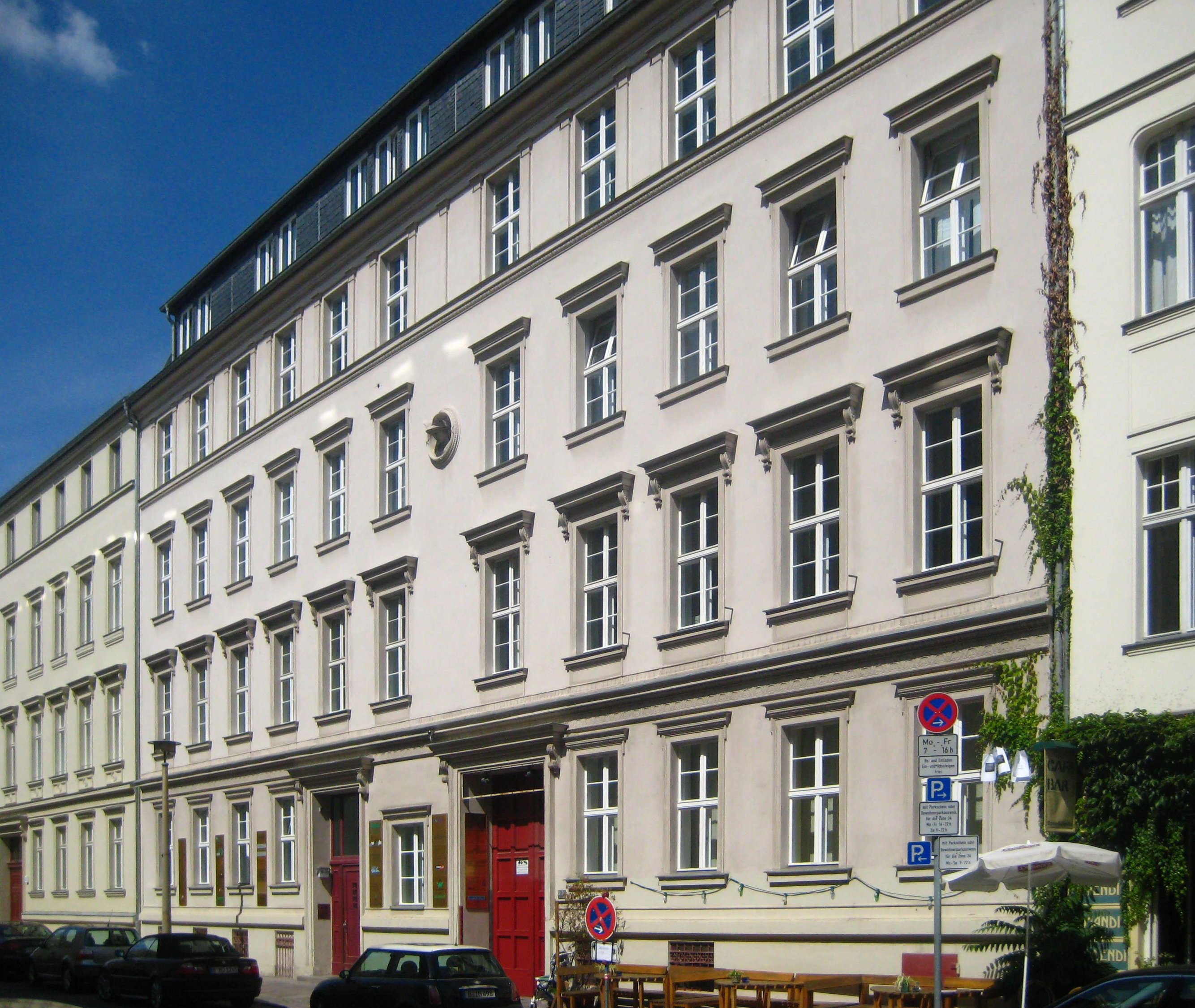
Ein ehemaliges Firmengebäude in der Marienstraße 19, denkmalgeschützt

Die W. Hagelberg AG, auch kurz WH AG, war eine als Aktiengesellschaft betriebene Druckerei und ein Verlag in Berlin.

## Geschichte und Erzeugnisse

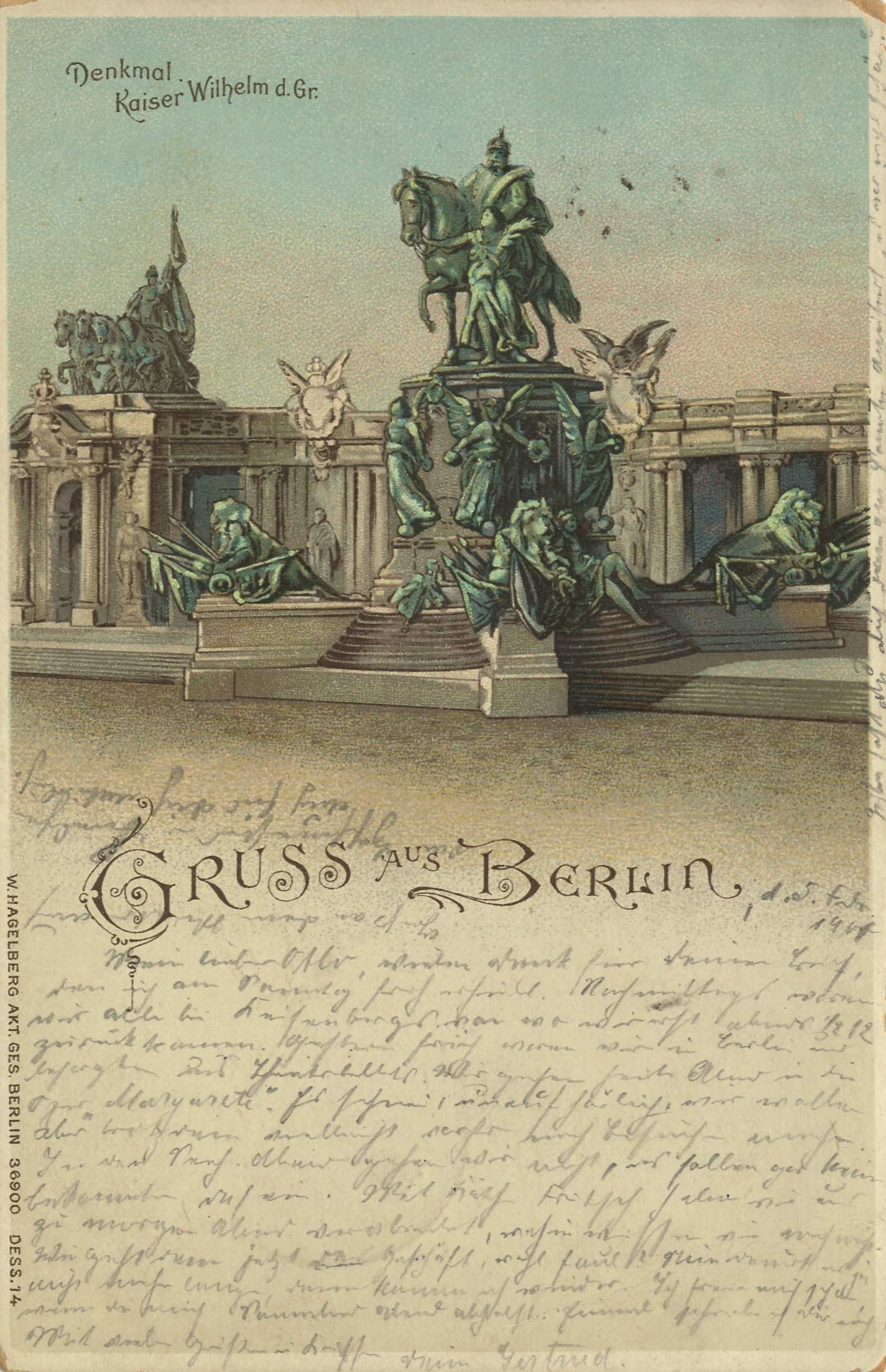
Ansichtskarte Nummer 36900 mit einer Lithographie des Kaiser-Wilhelm-Nationaldenkmals

Das Unternehmen wurde ursprünglich von Hermann Delius gegründet. Er zeichnete und lithografierte in seiner Lithografischen Anstalt beispielsweise um 1850 einen Stadtplan von Berlin, der dann für das Königliche Kartographische Institut auf Leinwand aufgezogen wurde und wohl später mit roten Pfeilen die Berliner Wohn- und Arbeitsorte der Gebrüder Grimm markierte. Im Oktober 1853 verkaufte Delius das Unternehmen an Wolf Hagelberg (1825–1896). Nach dessen Tod wurde das Unternehmen 1897 in eine Aktiengesellschaft umgewandelt und produzierte beispielsweise mittels Steindruck chromolithographische Erzeugnisse wie Plakate, Reklamekarten, Verpackungen, Kalender, Etiketten, Mal- und Bilderbücher sowie Glückwunsch- und Ansichtskarten, Spiele und so weiter.
Im Zuge der Weltwirtschaftskrise wurde das Unternehmen im August 1932 zahlungsunfähig; ein Konkursantrag scheiterte mangels Masse, was das Ende der Firma 1933 bedeutete.

## Spezielle Produkte

### Fortlaufend nummerierte „Halt-gegen-das-Licht“-Ansichtskarten

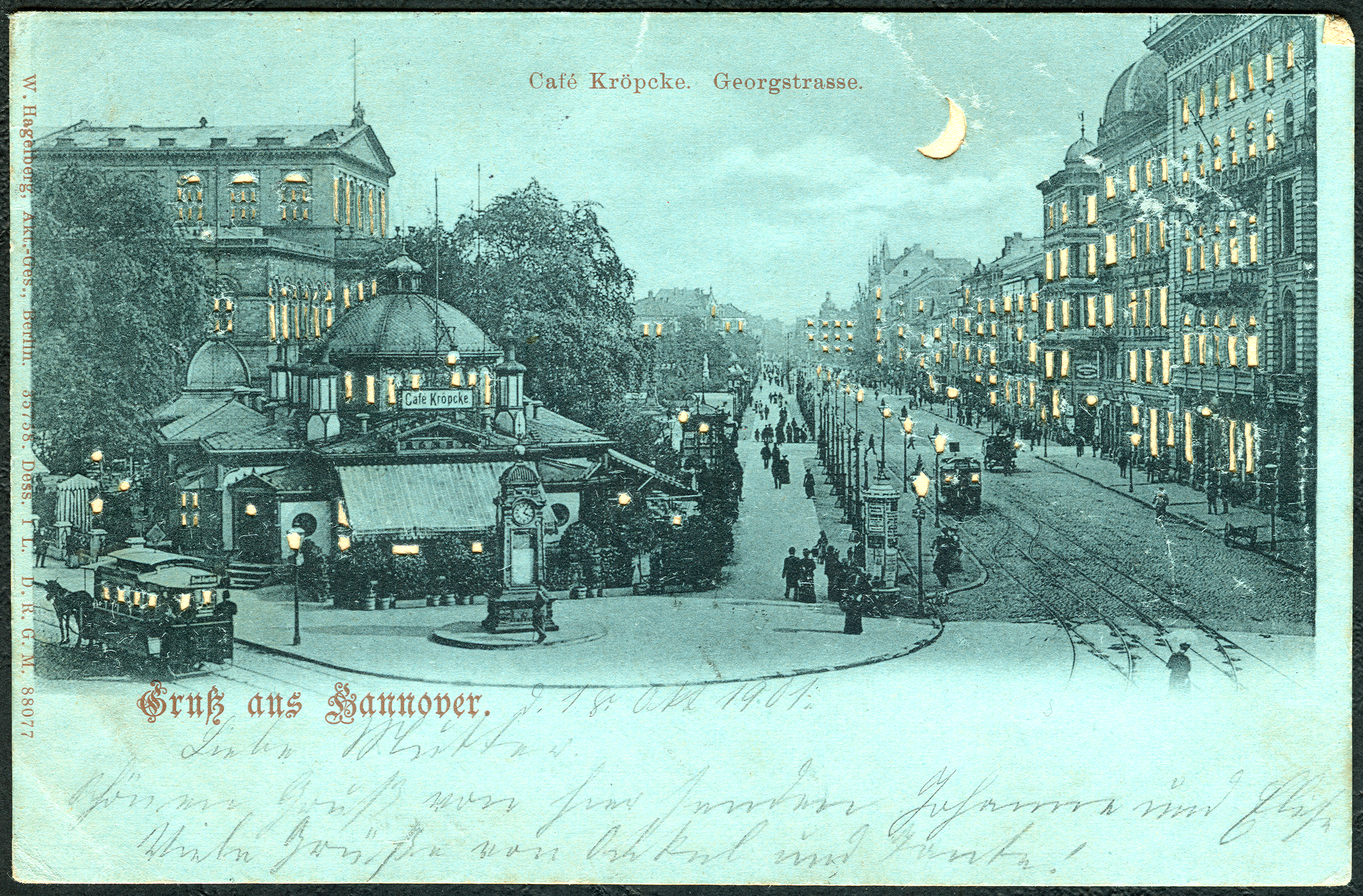
Im Lichtdruck produzierte „Halt-gegen-das-Licht“-Mondscheinkarte Nummer 35758 Dess. 1 L. D.R.G.M. 88077;
mit dem Café Kröpcke an der Georgstraße in Hannover

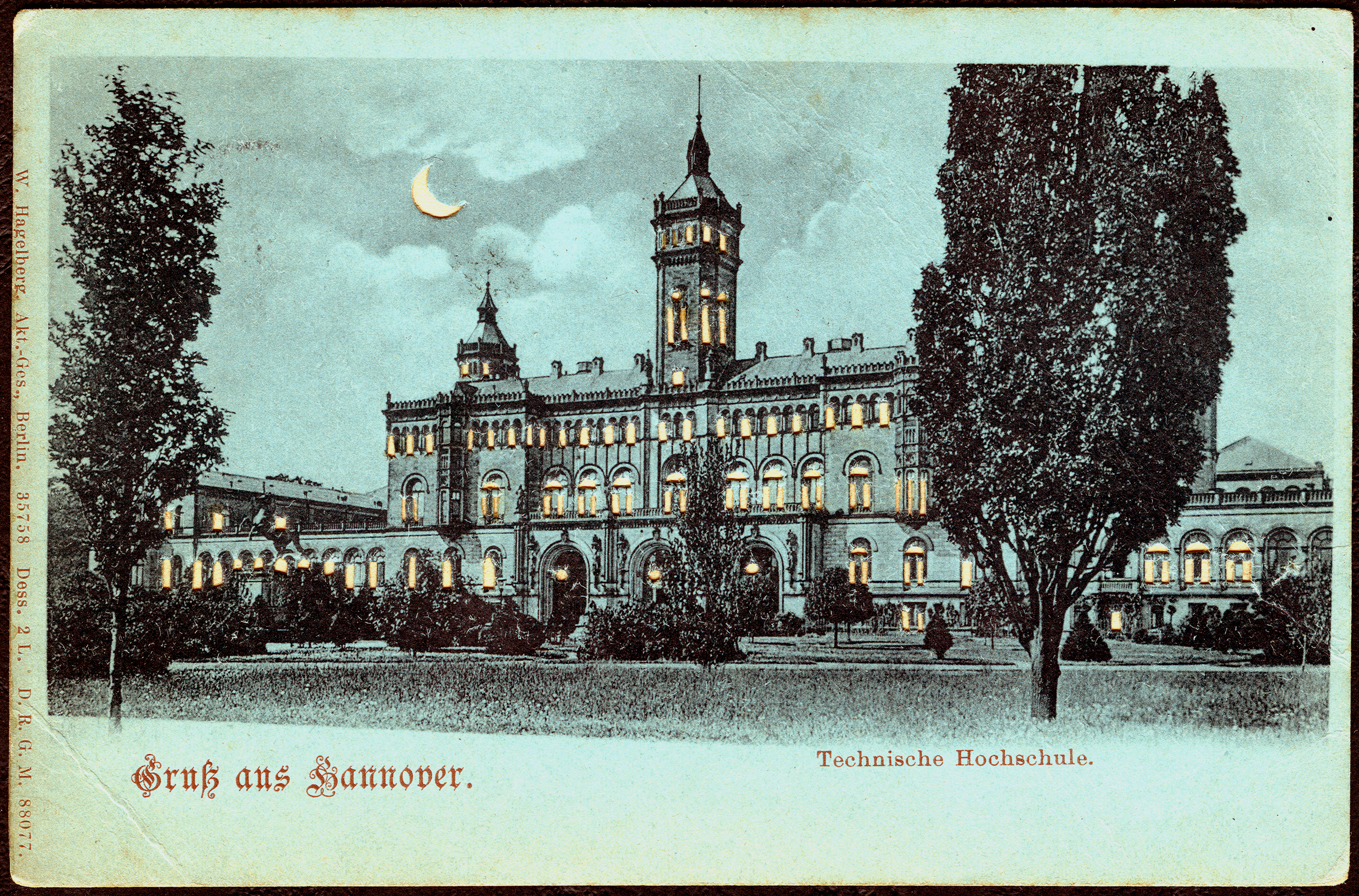
Nummer 35758 Dess. 2 L. D.R.G.M. 88077;
mit der Technischen Hochschule in Hannover

Eine Spezialität des Unternehmens, als Geschmacksmuster unter der D.R.G.M.-Nummer 88077 geschützt, waren mehrlagige, fortlaufend nummerierte sogenannte Halt-gegen-das-Licht-Postkarten, bei denen die vordere Papierlage durchbrochen war und die so bei sogenannten Mondscheinkarten den Eindruck von abendlicher Beleuchtung vermittelten.